# Polskie Koleje Linowe

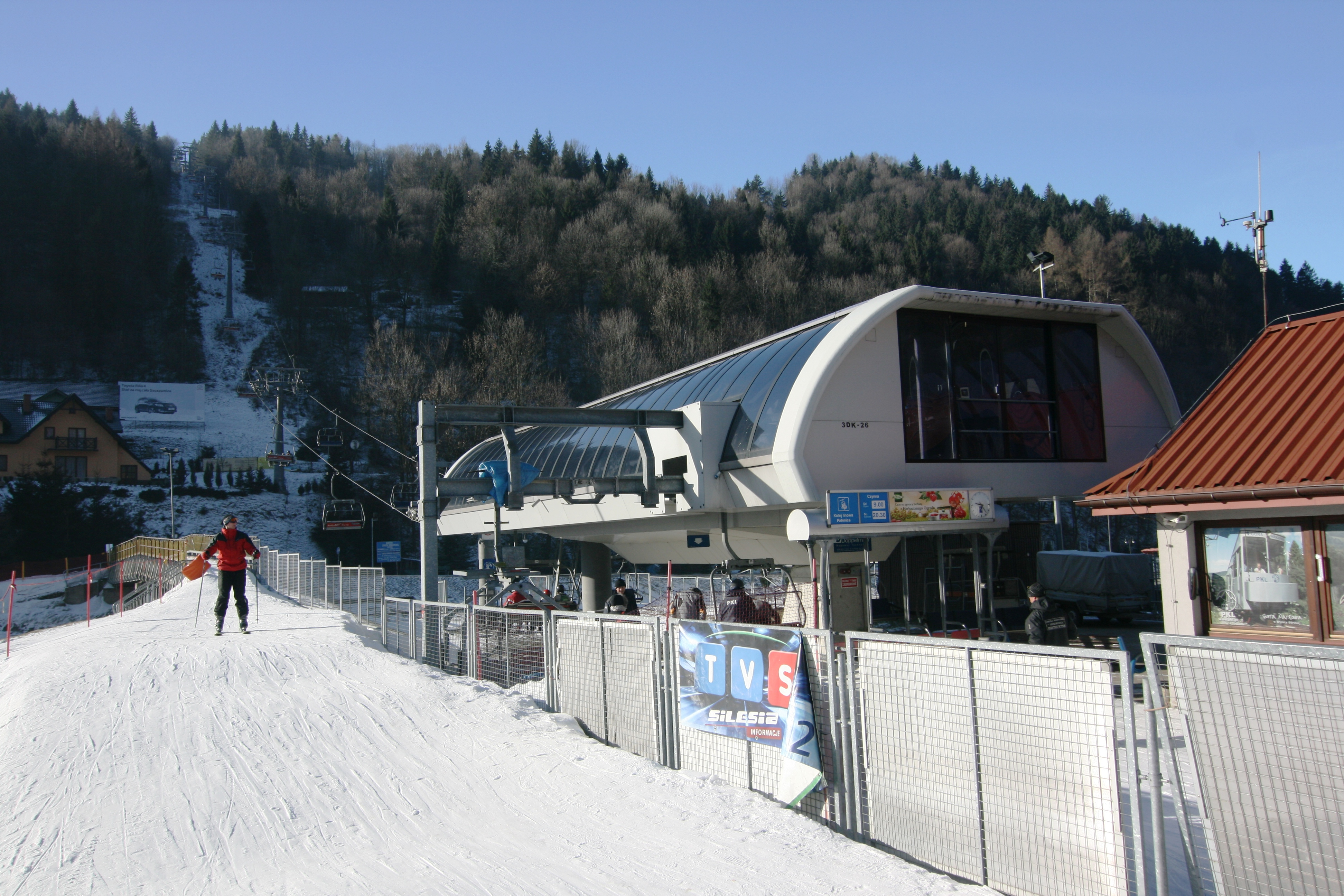
Kolej linowa na Palenicę w Pieninach

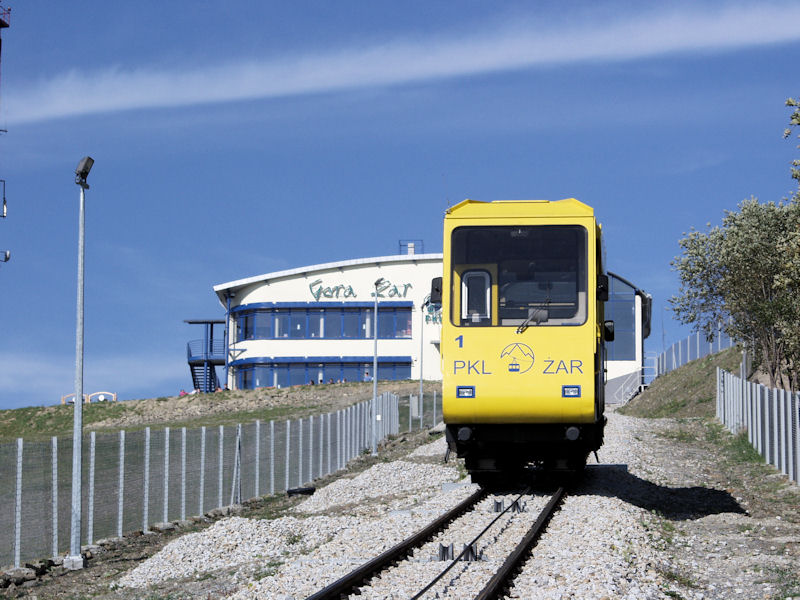
Góra Żar – stacja górna kolejki

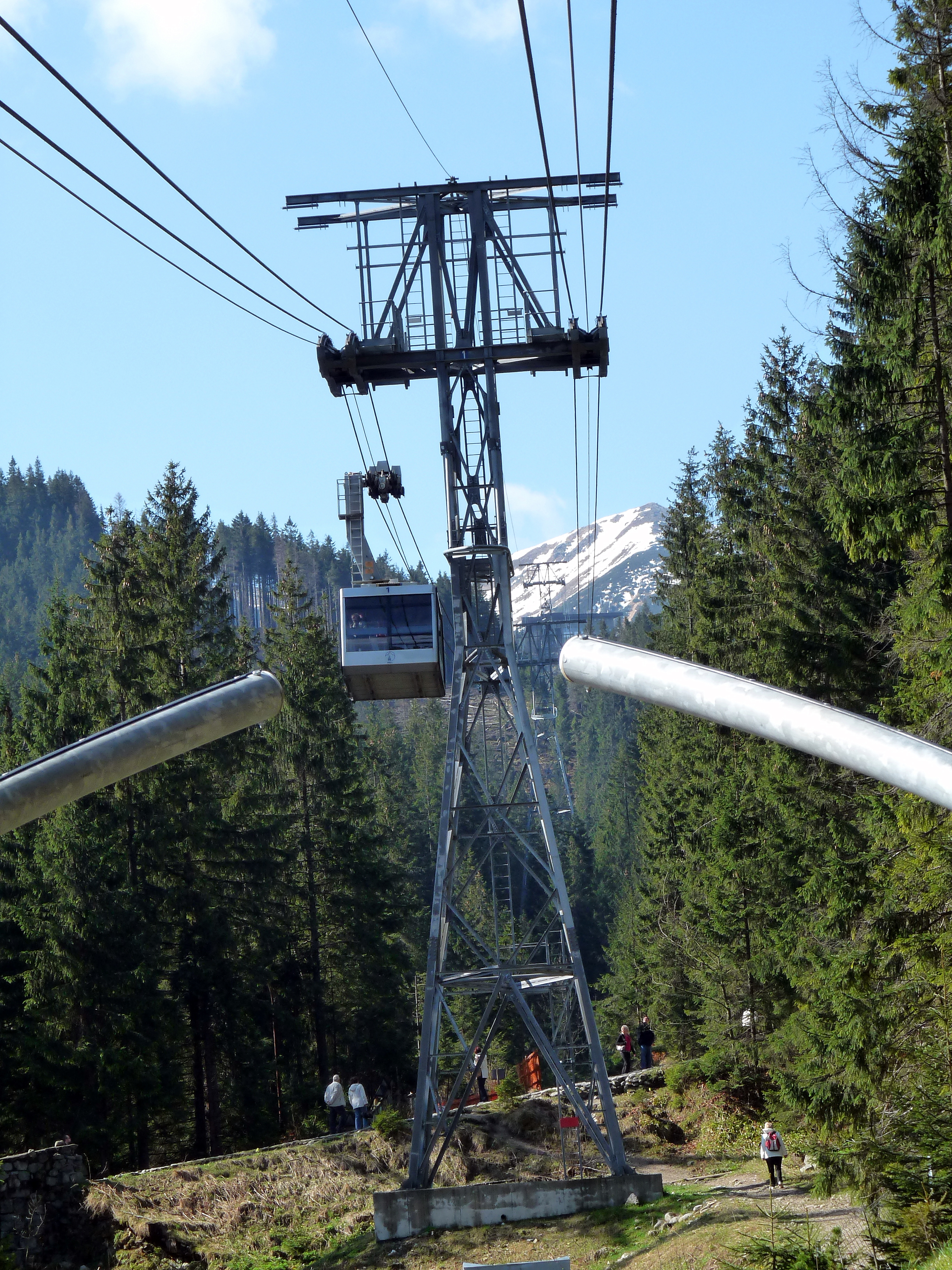
Kolej linowa na Kasprowy Wierch

Polskie Koleje Linowe S.A. – operator przewozów osobowych w regionie górskim, powstały wskutek restrukturyzacji i komercjalizacji Polskich Kolei Państwowych.

## Historia
- 1936 – uruchomienie kolei linowej na Kasprowy Wierch[1] w Zakopanem
- 1937 – uruchomienie kolei linowo-terenowej na Górę Parkową w Krynicy-Zdroju
- 1938 – uruchomienie kolei linowo-terenowej na Gubałówkę w Zakopanem
- 1938 – uruchomienie wyciągu saniowego z Kotła Gąsienicowego na Kasprowy Wierch, który w 1962 został zastąpiony kolejką krzesełkową
- 1939–1945 – zarządzanie koleją na Kasprowy Wierch przez niemiecką Kolej Wschodnią (Ostbahn)
- 1945–1947 – funkcjonowanie w strukturze Państwowego Zarządu Przymusowego nad Urządzeniami Turystycznymi Ministerstwa Komunikacji
- 1947 – utworzenie przedsiębiorstwa pomocniczego pn. Państwowe Koleje Linowe, ich upaństwowienie i włączenie w strukturę PKP
- 1953 – uruchomienie kolei linowej na Szyndzielnię w Bielsku-Białej
- 1962 – uruchomienie kolei krzesełkowej w Kotle Gąsienicowym
- 1969 – uruchomienie kolei krzesełkowej w Kotle Goryczkowym
- 1977 – uruchomienie kolei krzesełkowej na Butorowy Wierch w Kościelisku koło Zakopanego
- 1991 – uruchomienie kolei krzesełkowej „Palenica” w Szczawnicy
- 2000 – restrukturyzacja podmiotu PKP Państwowe Koleje Linowe i przekształcenie w Polskie Koleje Linowe Spółka z o.o.
- 2000 – uruchomienie zmodernizowanej kolei krzesełkowej na Hali Gąsienicowej
- 2001 – uruchomienie zmodernizowanej kolei linowo-terenowej na Gubałówkę w Zakopanem
- 2002 – wpis do rejestru przedsiębiorców
- 2003 – uruchomienie kolei linowo-terenowej „Żar” na Żar w Międzybrodziu Żywieckim
- 2005 – uruchomienie zmodernizowanej 4-osobowej kolei krzesełkowej (wyprzęganej) na Palenicę w Szczawnicy.
- 2007 – uruchomienie zmodernizowanej kolei linowej na Kasprowy Wierch
- 2008 – przekształcenie Polskich Kolei Linowych Sp. z o.o. w Polskie Koleje Linowe Spółka Akcyjna (nr KRS: 0000312594)
- 2010 – zakup Ośrodka Turystyczno-Narciarskiego Mosorny Groń w Zawoi z koleją krzesełkową „Mosorny Groń”
- 2013 – sprzedaż Polskich Kolei Linowych S.A. spółce Polskie Koleje Górskie S.A. (99,77% udziałów spółka Altura założona przez fundusz inwestycyjny Mid Europa Partners, 0,23% udziałów cztery gminy z terenu powiatu tatrzańskiego – Gmina Miasto Zakopane, Gmina Bukowina Tatrzańska, Gmina Kościelisko i Gmina Poronin[2])
- 2016 – zmiana nazwy spółki Polskie Koleje Górskie S.A. na Polskie Koleje Linowe S.A. (nr KRS: 0000429345)
- 2018 – zawarcie umowy pomiędzy funduszem inwestycyjnym Mid Europa Partners a Polskim Funduszem Rozwoju SA (PFR) w sprawie zakupu 99,77% akcji Polskich Kolei Linowych SA (PKL) przez Polski Fundusz Rozwoju od funduszu Mid Europa Partners[3].
- 2018 – Urząd Ochrony Konkurencji i Konsumentów wydał zgodę na transakcję przejęcia Polskich Kolei Linowych przez Polski Fundusz Rozwoju od funduszu Mid Europa Partners[4].
- 2022 – uruchomienie kolejki gondolowej w Solinie[5].

## Proces prywatyzacji
PKP SA w ramach realizacji strategii „Program działań dla rozwoju transportu kolejowego do 2015 roku” wybrała w 2010 doradcę ds. prywatyzacji spółki PKL SA. Doradcą tym została spółka PKF Grupa Konsultingowa Sp. z o.o.. W czerwcu 2011 doradca przedstawił zarządowi PKP strategię prywatyzacji spółki PKL SA, której 100 procent akcji ma być sprzedanych w procesie oferty publicznej, transakcja powinna się odbyć na przełomie 2011 i 2012. Już wcześniej, w marcu 2011, słowacka spółka Tatry Mountain Resorts a.s. złożyła PKL ofertę zakupu jej akcji. W wyniku wystosowania zaproszenia do rokowań jedynie ta spółka potwierdziła zamiar zakupu akcji PKL SA. Na skutek licznych protestów środowisk lokalnych i aktywistów ekologicznych (przeciwni sprzedaży są m.in. przedstawiciele: Rady Miasta Zakopane, gminy Kościelisko, powiatu tatrzańskiego, stowarzyszenia Klub im. Władysława Zamoyskiego, Tatrzańskiego Parku Narodowego, Państwowej Rady Ochrony Przyrody, Polskiego Towarzystwa Tatrzańskiego i wojewoda małopolski), polityków (m.in. podhalańskich parlamentarzystów) proces ten został spowolniony.
12 stycznia 2012 powstał Małopolski Zespół Parlamentarny, zrzeszający głównie posłów z Małopolski, który popiera stanowisko w sprawie nieprywatyzowania Polskich Kolei Linowych. Poseł Szymon Giżyński złożył w tej sprawie interpelację poselską.
Również 12 stycznia 2012 zakopiańscy radni zdecydowaną większością głosów przyjęli uchwałę w sprawie powołania międzygminnej spółki akcyjnej – Polskie Koleje Górskie SA – z siedzibą w Zakopanem. Uchwała ta upoważniła burmistrza Zakopanego do rozpoczęcia procedur zarejestrowania PKG SA. Rady innych gmin (m.in. Bukowina Tatrzańska, Poronin, Kościelisko) również rozważały uczestnictwo w tej spółce, której zadaniem – po wyemitowaniu i sprzedaniu obligacji – byłoby wykupienie akcji spółki PKL SA. Ostatecznie, w momencie podpisania umowy kupna akcji (w maju 2013) akcjonariuszami spółki byli: miasto Zakopane oraz gminy: Bukowina Tatrzańska, Kościelisko i Poronin.
Prezes PKP SA Maria Wasiak na spotkaniu z przedstawicielami samorządów i podhalańskimi parlamentarzystami 22 stycznia 2012 potwierdziła zamiar finalizacji sprzedaży „w ciągu tygodni”, jednak obiecała „przemyśleć propozycje” uczestników spotkania. W jego wyniku 30 stycznia 2012 Ministerstwo Transportu, Budownictwa i Gospodarki Morskiej podjęło decyzję o przedłużeniu procedury sprzedaży PKL SA do końca 2012.
13 grudnia 2012 w kilku gazetach ukazało się ogłoszenie zapraszające potencjalnych inwestorów do złożenia oferty na nabycie akcji Polskich Kolei Linowych. PKP ogłosiły, że rozważają możliwość pozostawienia sobie mniejszościowego pakietu akcji. Oferenci mogli zgłaszać zainteresowanie kupnem akcji PKL do 24 stycznia 2013. Zgodnie z ogłoszeniem, PKL miały zostać zaoferowane temu nabywcy, który zaproponuje najlepsze warunki, w tym najlepszą cenę. Przedstawiciel PKG SA zapowiedział złożenie oferty.
8 lutego 2013 PKP ogłosiły, że na krótkiej liście inwestorów zakwalifikowanych do dalszego etapu prywatyzacji znalazło się 6 podmiotów:
- Polskie Koleje Górskie SA,
- Centrum Targowe „Ptak”, kontrolowane przez Antoniego Ptaka,
- Investor Private Equity Fundusz Inwestycyjny Zamknięty Aktywów Niepublicznych,
- Skarb Państwa – Państwowe Gospodarstwo Leśne „Lasy Państwowe”, Dyrekcja Generalna Lasów Państwowych,
- Bachleda Grupa Inwestycyjna, należąca do Adama Bachledy-Curusia, burmistrza Zakopanego w latach 1995–2001
- Tomasz Żarnecki, właściciel supermarketu E.Leclerc w Nowym Targu[16].

Podmioty te zostały dopuszczone do procesu due diligence, który miał trwać ok. 5 tygodni. Kilka dni wcześniej PKP poinformowały, że odrzucono oferty złożone przez 4 podmioty: dwie osoby fizyczne, Quantum 1. Fundusz Inwestycyjny Zamknięty Aktywów Niepublicznych, oraz konsorcjum słowackiego przedsiębiorstwa Tatry Mountain Resorts z samorządami gmin Czernichów, Krynica-Zdrój, Szczawnica i Zawoja.
W kwietniu 2013 ujawnione zostały wyniki audytu przeprowadzonego w PKL na zlecenie PKP, który wykazał liczne nieprawidłowości w zarządzaniu spółką przez Andrzeja Laszczyka, m.in. nepotyzm, obchodzenie ustawy o zamówieniach publicznych, niegospodarność i niewłaściwą gospodarkę gruntami.
22 maja 2013 PKP SA ogłosiła, że podpisała umowę sprzedaży wszystkich akcji PKL SA spółce Polskie Koleje Górskie SA (PKG SA). Cena zakupu to 215 mln PLN. Finansowanie zapewnił spółce fundusz inwestycyjny Mid Europa Partners, inwestujący kapitały m.in. Europejskiego Banku Odbudowy i Rozwoju (EBOR) oraz Europejskiego Banku Inwestycyjnego, poprzez swoją luksemburską spółkę Altura S.a.r.l..
W październiku 2014 spółka Polskie Koleje Linowe oraz spółka Polskie Koleje Górskie powołały te same rady nadzorcze oraz tego samego prezesa. Wspólnym prezesem obu tych spółek został Janusz Ryś.
Z dniem 30 czerwca 2015 na podstawie art. 492 par. 1 pkt. 1 Kodeksu Spółek Handlowych nastąpiło połączenie spółki Polskie Koleje Linowe SA z siedzibą w Zakopanem (spółka przejmowana), ze spółką Polskie Koleje Górskie SA z siedzibą w Zakopanem (spółka przejmująca) i w konsekwencji wykreślenie PKL SA z KRS.
Przed restrukturyzacją przedsiębiorstwo zatrudniało 210 pracowników, posiadało 9 kolei, 7 wyciągów, 5 zjeżdżalni, 100 ha tras narciarskich i przewoziło rocznie 6 mln pasażerów (w ciągu 75 lat istnienia – 225 milionów pasażerów).

## Likwidacja
W styczniu 2015 uzgodniono plan połączenia spółek PKL SA i PKG SA. W ramach realizacji tego planu spółki połączono 30 czerwca 2015, cały majątek PKL SA, w tym jej prawa własności i użytkowania wieczystego, został przeniesiony na spółkę Polskie Koleje Górskie SA, a spółka Polskie Koleje Linowe S.A. (nr KRS: 0000312594) została rozwiązana i wykreślona 14 września 2015 z Krajowego Rejestru Sądowego.

## Powrót nazwy
W 2016 spółka Polskie Koleje Górskie (nr KRS: 0000429345), w roku jubileuszu 80-lecia działalności kolei linowych w Polsce, powróciła do tradycyjnej nazwy Polskie Koleje Linowe.

## Umowa pomiędzy Mid Europa Partners a Polskim Funduszem Rozwoju
9 września 2018 roku zawarto umowę pomiędzy funduszem inwestycyjnym Mid Europa Partners a Polskim Funduszem Rozwoju SA (PFR) w sprawie zakupu 99,77% akcji Polskich Kolei Linowych SA (PKL) przez Polski Fundusz Rozwoju od funduszu Mid Europa Partners. 16 listopada 2018 roku Urząd Ochrony Konkurencji i Konsumentów wydał zgodę na transakcję przejęcia Polskich Kolei Linowych.

## Posiadana infrastruktura
Polskie Koleje Linowe zarządzają następującymi kolejami:
- kolej linowa „Kasprowy Wierch”
- kolej linowo-terenowa „Góra Parkowa”
- kolej linowo-terenowa „Gubałówka”
- kolej linowo-terenowa „Żar”
- kolej gondolowa „Jaworzyna Krynicka” (w ramach spółki zależnej Kolej Gondolowa Jaworzyna Krynicka S.A.)
- kolej gondolowa „Solina"
- kolej krzesełkowa „Butorowy Wierch”
- kolej krzesełkowa „Palenica” w Szczawnicy
- kolej krzesełkowa „Mosorny Groń”